# 안중로
안중로(Anjung-ro) 평택시 안중읍 소방서사거리에서 포승읍 안중오거리를 잇는 도로이다.

## 주요 경유지
경기도
- 평택시 (포승읍)

## 노선
| 이름             | 접속 노선                       | 소재지 | 소재지 | 비고 |
| ---------------- | ------------------------------- | ------ | ------ | ---- |
| 소방서사거리     | 안현로서7길                     | 평택시 | 안중읍 |      |
| 안일중앞사거리   | 안현로서6길                     | 평택시 | 안중읍 |      |
| 안중성공회삼거리 | 안중초롱길                      | 평택시 | 안중읍 |      |
| 안중오거리       | 국도 제38호선 (서동대로) 안현로 | 평택시 | 안중읍 |      |

## 주요 시설및 건물
- 평택안일초등학교 (안중로 13/현화리 845-1)
- 안일중학교 (안중로 25/현화리 844-1)
- 안중초등학교 (안중로 89/안중리 247-4)
- 파리바게뜨 경기안중점 (안중로 115/안중리 278-8)
- 농협 안중농협 중앙지점 (안중로 116/안중리 279-4)
- 수협 경기남부수협 안중지점 (안중로 119/안중리 277-2)
- 이마트24 안중로또점 (안중로 131/안중리 292-8)
- CU 안중골드점 (안중로 140/안중리 231-3)
- 신한은행 안중금융센터 (안중로 140/안중리 231-3)
- 하나은행 안중지점 (안중로 141/안중리 233-16)